# Ян Кисела
Ян Кисела (чеськ. Jan Kysela, нар. 17 грудня 1985, Млада Болеслав) — чеський футболіст, що грав на позиції нападника.
Виступав, зокрема, за клуб «Млада Болеслав» та молодіжну збірну Чехії.
Дворазовий володар Кубка Чехії.

## Клубна кар'єра
У дорослому футболі дебютував 2004 року виступами за команду «Усті-над-Лабем», у якій провів один сезон, взявши участь у 20 матчах чемпіонату. 
Своєю грою за цю команду привернув увагу представників тренерського штабу клубу «Млада Болеслав», до складу якого приєднався 2005 року. Відіграв за команду з Млада Болеслава наступні п'ять сезонів своєї ігрової кар'єри. Більшість часу, проведеного у складі «Млада Болеслава», був основним гравцем атакувальної ланки команди.
Протягом 2010 року захищав кольори клубу «Славія».
У 2010 році повернувся до клубу «Млада Болеслав», за який відіграв 8 сезонів. Завершив професійну кар'єру футболіста виступами за команду «Млада Болеслав» у 2018 році.

## Виступи за збірну
Протягом 2007–2008 років залучався до складу молодіжної збірної Чехії. На молодіжному рівні зіграв у 8 офіційних матчах.

## Титули і досягнення
- Володар Кубка Чехії (2):

«Млада Болеслав»: 2010-2011, 2015-2016